# Майков, Леонид Николаевич
Леони́д Никола́евич Ма́йков (28 марта (9 апреля) 1839, Санкт-Петербург, Российская империя — 7 (20) апреля 1900, там же) — русский литературовед из рода Майковых, исследователь истории русской литературы, крупная фигура среди петербургских гуманитариев времён контрреформ, библиотечный деятель. Действительный член (с 1889) и вице-президент (с 1893) Петербургской Академии наук, один из организаторов (в 1899) и президент Библиологического общества, тайный советник.

## Биография
Младший из четырёх детей (вслед за Аполлоном, Валерианом и Владимиром) живописца академика Николая Аполлоновича Майкова и его жены Евгении Петровны (урождённой Гусятниковой); практически всю жизнь провёл в Санкт-Петербурге. Учился в пансионе графа Юлия Сюзора (отца известного зодчего) и затем во 2-й петербургской гимназии, в 1860 году окончил курс Санкт-Петербургского университета кандидатом историко-филологического факультета и некоторое время преподавал в гимназии Человеколюбивого общества. В том же году был зачислен на службу в Департамент внешней торговли Министерства финансов (набережная реки Мойки, 80).
В 1863 году защитил диссертацию на степень магистра русской словесности «О былинах Владимирова цикла», в которой предложил историческую точку зрения на происхождение былин: указывал, в частности, что былины Владимирова цикла — отражение киевского удельного периода. После защиты недолго продолжал службу в Министерстве финансов и в 1864 году перешёл в Центральный статистический комитет и до 1882 года принимал деятельное участие в его работе, а также в международных статистических съездах. 
С 1868 года — профессор Петербургского археологического института. 
В 1882 году назначен помощником директора Императорской публичной библиотеки. В 1889 году избран академиком, в 1893 году назначен вице-президентом Академии наук. По званию вице-президента состоял председателем Фонда императора Николая II для вспомоществования писателям и учёным. 
Член Русского географического общества (с 1864; в 1871 возглавил этнографический отдел, В 1872—1886 г. председатель этнографического отделения, редактировал несколько его изданий, в том числе пять томов «Записок по отделу этнографии»), член Археографической комиссии (с 1876; с 1885 — правитель дел, с 1899 — председатель), Московского археологического общества. В 1868–1882 годах был помощником редактора, с 1882 по 1890-й — редактором «Журнала Министерства народного просвещения».
Литературную деятельность свою начал ещё студентом; поместил длинный ряд историко-литературных статей и рецензий в «Отечественных записках», «Заре», «Русском вестнике», «Древней и новой России», «Русской старине», «Русском Архиве», «Журнале Министерства народного просвещения», «Историческом вестнике», «Русском филологическом вестнике» и др.
Важнейшие из них посвящены Симеону Полоцкому, Ломоносову, Василию Майкову, Сумарокову, Крылову, истории русской журналистики, старинной русской повести, истории русских суеверий и собраны под названием «Очерки из истории русской литературы XVII и XVIII в.» (СПб., 1889, 1893).
Отдельно изданы «Материалы и исследования по старинной русской литературе» (1890—1891).
В 1889 году вышло (при содействии В. И. Саитова), редактированное Л. Н. Майковым с величайшей тщательностью, собрание сочинений К. Н. Батюшкова.
В 1891 году редактировал и снабдил характеристикой собрание критических опытов своего брата Валериана.
В своей магистерской диссертации Майков выказал значительную научную самостоятельность. В эпоху почти безраздельного господства мифологического объяснения народной поэзии он выдвинул историческую точку зрения на происхождение русских былин, с которой исследователи этого тёмного вопроса считаются до сих пор. По его мнению, русский эпос есть верный отзвук русской исторической жизни и, в частности, былины Владимирова цикла — киевского удельного периода. Многих героев былин — Добрыню, Алёшу Поповича, Садко, Илью Муромца — автор, сопоставляя летописные указания, считает лицами действительно существовавшими; в бытовых подробностях он указывает следы действительной исторической жизни X–XIII веков. Возникли былины, по его мнению, в среде дружинной.
Умер 7 (20) апреля 1900 года в Петербурге. Был похоронен на кладбище Воскресенского Новодевичьего монастыря; могила не сохранилась.

## Основные работы[4]
- Майков Л. Н. Великорусские заклинания. — СПб.: тип. Майкова, 1869. 164 с.; 2-е изд., испр. и доп. — СПб.: Изд-во Европ. Дома, 1994.
- Майков Л. Н. Батюшков, его жизнь и сочинения. СПб.: тип. В. С. Балашева, 1887. [10], 360 с.; Изд. 2-е, вновь пересмотр.— СПб., 1896.
- Майков Л. Н. Батюшков К. Н. Сочинения: В 3 т. / Со ст. о жизни и соч. К. Н. Батюшкова, написанной Л. Н. Майковым, и примеч., составленными им же и В. И. Саитовым. — СПб.: П. Н. Батюшков, 1885—1887.
- Майков Л. Н. Очерки из истории русской литературы XVII и XVIII столетий. — СПб.: Тип. А. С. Суворина, 1889. VII.
- Майков Л. Н. Пушкин: Биографические материалы и историко-литературные очерки.— СПб.: Л. Ф. Пантелеев, 1899.
- Майков Л. Н. Пушкин. Сочинения / Приготовил и примечаниями снабдил Л. Майков. — СПб.: тип. Имп. Акад. наук, 1899. Т. I: Лирические стихотворения (1812—1817). XX, 296, 421 с.; Изд. 2-е. — СПб., 1900.
- Майков Л. Н. Материалы для академического издания сочинений А. С. Пушкина / Собрал Л. Н. Майков. — СПб.: тип. Имп. Акад. наук, 1902.

## Статьи в журналах
- Майков Л. Н. Княжна Мария Кантемирова (часть 1) // Русская старина, 1897. — Т. 89. — № 1. — С. 49-69.
- Майков Л. Н. Княжна Мария Кантемирова (часть 2) // Русская старина, 1897. № 3. — С. 401—417.
- Майков Л. Н. Княжна Мария Кантемирова (часть 3). // Русская старина, 1897. — Т. 90. — № 6. — С. 425—451.
- Майков Л. Н. Княжна Мария Кантемирова (часть 3). // Русская старина, 1897. — Т. 91. — № 8. — С. 225—253.
- Майков Л. Н. Лев Юрлов и его письмо к родственникам. (1743 года, сентября 11) // Русский архив, 1868. — Изд. 2-е. — М., 1869. — Стб. 1058—1064.
- Майков Л. Н. Любовное послание XVII века // Русский архив, 1881. — Кн. 3. — Вып. 6. — С. 385—389.
- Майков Л. Н. Заметка о семействе Шкуриных // Русская старина, 1896. — Т. 88. — № 11. — С. 421—422.